# Syracuse Nationals 1953-1954
La stagione 1953-54 dei Syracuse Nationals fu la 5ª nella NBA per la franchigia.
I Syracuse Nationals arrivarono secondi nella Eastern Division con un record di 42-30. Nel primo turno di play-off, disputato con Boston Celtics e New York Knicks in un girone all'italiana, vinsero tutte e quattro le partite. Successivamente vinsero la finale di division con i Boston Celtics (2-0), perdendo poi la finale per il titolo con i Minneapolis Lakers (4-3).

## Classifica
| Squadra            | V  | P  | %    | GB |
| ------------------ | -- | -- | ---- | -- |
| N.Y. Knicks        | 44 | 28 | 61,1 | -  |
| Syracuse Nationals | 42 | 30 | 58,3 | 2  |
| Boston Celtics     | 42 | 30 | 58,3 | 2  |
| Philad. Warriors   | 29 | 43 | 40,3 | 15 |
| Baltimore Bullets  | 16 | 56 | 22,2 | 28 |

## Roster
| \| Pos. \| Num. \| Naz. \| Nome \| Altezza \| Peso \| Data nascita \| Provenienza \| \| ---- \| ---- \| ---- \| ---------------- \| ------- \| ------ \| ------------ \| --------------------------- \| \| A \| 6 \| \| Earle, Ed \| 191 cm \| 86 kg \| 28-04-1927 \| Loyola \| \| G/AP \| 7 \| \| Gabor, Billy \| 180 cm \| 77 kg \| 13-05-1922 \| Syracuse \| \| G \| 14 \| \| Govedarica, Bato \| 180 cm \| 84 kg \| 17-04-1928 \| DePaul \| \| G/AP \| 15 \| \| Kenville, Bill \| 188 cm \| 85 kg \| 01-12-1930 \| Saint Bonaventure \| \| G \| 3 \| \| King, George \| 183 cm \| 88 kg \| 16-08-1928 \| MHC Golden Eagles \| \| C \| 10 \| \| Knostman, Dick \| 198 cm \| 98 kg \| 09-08-1931 \| Kansas \| \| A/C \| 16 \| \| Lavoy, Bob \| 201 cm \| 84 kg \| 29-06-1926 \| Western Kentucky \| \| A/C \| 11 \| \| Lloyd, Earl \| 196 cm \| 91 kg \| 03-04-1928 \| WVSU Y. Jackets \| \| G \| 12 \| \| Masino, Al \| 178 cm \| 79 kg \| 05-02-1928 \| Canisius G. Griffins \| \| C \| 17 \| \| Neal, Jim \| 211 cm \| 107 kg \| 21-05-1930 \| Wofford Terriers \| \| A/C \| 6 \| \| Novak, Mike \| 206 cm \| 99 kg \| 23-04-1915 \| Loyola \| \| A/C \| 8 \| \| Osterkorn, Wally \| 196 cm \| 98 kg \| 06-07-1928 \| Illinois a Urbana-Champaign \| \| A/C \| 4 \| \| Schayes, Dolph \| 201 cm \| 88 kg \| 19-05-1928 \| New York \| \| G/AP \| 5 \| \| Seymour, Paul \| 185 cm \| 82 kg \| 30-01-1928 \| Toledo Rockets \| | Allenatore - Al Cervi Legenda - (C) Capitano - (FA) Free agent - (S) Sospeso - (TW) Contratto Two-way - (GL) Assegnato a squadra G League affiliata - Infortunato Roster • Transazioni · Ultima transazione: 24 aprile 1954 |                        |                  |         |        |              |                             |
| Pos. | Num. | Naz.                   | Nome             | Altezza | Peso   | Data nascita | Provenienza                 |
| A | 6 | Stati Uniti (bandiera) | Earle, Ed        | 191 cm  | 86 kg  | 28-04-1927   | Loyola                      |
| G/AP | 7 | Stati Uniti (bandiera) | Gabor, Billy     | 180 cm  | 77 kg  | 13-05-1922   | Syracuse                    |
| G | 14 | Stati Uniti (bandiera) | Govedarica, Bato | 180 cm  | 84 kg  | 17-04-1928   | DePaul                      |
| G/AP | 15 | Stati Uniti (bandiera) | Kenville, Bill   | 188 cm  | 85 kg  | 01-12-1930   | Saint Bonaventure           |
| G | 3 | Stati Uniti (bandiera) | King, George     | 183 cm  | 88 kg  | 16-08-1928   | MHC Golden Eagles           |
| C | 10 | Stati Uniti (bandiera) | Knostman, Dick   | 198 cm  | 98 kg  | 09-08-1931   | Kansas                      |
| A/C | 16 | Stati Uniti (bandiera) | Lavoy, Bob       | 201 cm  | 84 kg  | 29-06-1926   | Western Kentucky            |
| A/C | 11 | Stati Uniti (bandiera) | Lloyd, Earl      | 196 cm  | 91 kg  | 03-04-1928   | WVSU Y. Jackets             |
| G | 12 | Stati Uniti (bandiera) | Masino, Al       | 178 cm  | 79 kg  | 05-02-1928   | Canisius G. Griffins        |
| C | 17 | Stati Uniti (bandiera) | Neal, Jim        | 211 cm  | 107 kg | 21-05-1930   | Wofford Terriers            |
| A/C | 6 | Stati Uniti (bandiera) | Novak, Mike      | 206 cm  | 99 kg  | 23-04-1915   | Loyola                      |
| A/C | 8 | Stati Uniti (bandiera) | Osterkorn, Wally | 196 cm  | 98 kg  | 06-07-1928   | Illinois a Urbana-Champaign |
| A/C | 4 | Stati Uniti (bandiera) | Schayes, Dolph   | 201 cm  | 88 kg  | 19-05-1928   | New York                    |
| G/AP | 5 | Stati Uniti (bandiera) | Seymour, Paul    | 185 cm  | 82 kg  | 30-01-1928   | Toledo Rockets              |